# Neville Marriner
Neville Marriner (Lincoln, 15 de abril de 1924 - 2 de outubro de 2016) foi um violinista que se tornou um dos maiores regentes contemporâneos. Fundou e dirigiu durante muitos anos a Academy of St Martin in the Fields  e era presidente vitalício dessa renomada orquestra de câmara, cujo repertório inicialmente se concentrou nos períodos barroco e clássico, passando, mais tarde, a incluir também a música do período romântica e do início do modernismo.

## Biografia
Filho do carpinteiro e músico amador Herbert Marriner e de sua mulher Ethel (nascida Roberts),  inicialmente estudou violino e piano com seu pai. Em 1939, ingressou no Royal College of Music de Londres. Foi segundo violino da Orquestra Filarmônica de Londres, então dirigida por Henry Wood, lá permanecendo até 1941, quando se engajou no exército britânico, durante a Segunda Guerra Mundial. Deixou o exército em 1943, em razão de problemas renais. Posteriormente, frequentou o Conservatório de Paris. 
Durante um breve período, foi professor de música do Eton College. Em 1948, tornou-se professor do Royal College of Music. Em 1948 ou 1949, tornou-se segundo violino do Martin String Quartet, permanecendo no grupo durante 13 anos.
Foi violinista da Philharmonia Orchestra de Londres, no início dos anos 1950 e principal segundo violino da London Symphony Orchestra (LSO), entre 1954 e 1969. Também tocou em várias orquestras de câmara da Inglaterra.
Em 1958, fundou a Academy of St Martin in the Fields, inicialmente como um conjunto de câmara, com doze integrantes, que viria a se expandir, tornando-se uma orquestra de câmara e atraindo músicos de alta qualidade, incluindo os cravistas Thurston Dart e Christopher Hogwood e a violinista Iona Brown. Marriner fez inúmeras gravações com a Academy  a partir do início dos anos 1960, atuando simultaneamente como spalla e regente.Sua bem sucedida atuação como regente levou Pierre Monteux, então maestro da LSO e seu antigo professor de regência nos anos 1950, a encorajá-lo a dedicar-se à regência orquestral.
Marriner foi também fundador e primeiro diretor musical da Los Angeles Chamber Orchestra, de 1969 a 1978. Entre 1979 e 1986, foi diretor musical da Orquestra de Minnesota. De 1986 a 1989, foi o regente principal da Orquestra Sinfônica da Rádio de Stuttgart.
Permaneceu como diretor musical da Academy of St Martin in the Fields até 2011, quando foi sucedido por Joshua Bell. Todavia manteve o título de presidente vitalício da orquestra. Marriner preferia usar instrumentos e efeitos modernos, o que lhe valeu críticas negativas de Christopher Hogwood e Thurston Dart, entre outros, por ele não se esforçar na busca de uma sonoridade historicamente informada, tal como seu contemporâneo Nikolaus Harnoncourt. Dart insistia na adoção de instrumentos históricos como forma de garantir a autenticidade, enquanto Marriner não queria renunciar a seus violinos, violas e violoncelos modernos. E assim a Academy desenvolveu uma "prática mista de interpretação musical", que se orientava pelas mais recentes descobertas sobre a interpretação histórica mas adaptava-as à execução em instrumentos modernos, não utilizando instrumentos de época. Essa opção foi a marca registrada da Academy of St. Martin in the Fields e de seu fundador.
Marriner também regeu outras orquestras, como a Orquestra de Câmara de Nova York, a Orquestra Gulbenkian, a Orquestra de Câmara de Israel, a Orquestra de Câmara Australiana e a Orquestra Filarmônica de Viena. Mesmo depois de completar 90 anos, continuou a reger, tendo sido o mais velho maestro do festival anual Proms de 2014. Foi o regente de mais de 600 gravações, cobrindo cerca de 2 000 obras – mais do que qualquer outro maestro, exceto Herbert von Karajan. Seu repertório gravado abrange desde a música barroca até música do século XX. Ele também supervisionou a seleção das obras de Mozart para a trilha sonora do filme  Amadeus (1984), que deu origem a uma das mais populares gravações de música clássica de todos os tempos, com mais de 6,5 milhões de cópias.
Sir Neville Marriner faleceu em 2 de outubro de 2016, aos 92 anos.